# 2020年新加坡
|        | 新加坡歷史 |
| 世紀： | 20世紀新加坡 \| 21世紀新加坡 \| 22世紀新加坡                                                                                                 |
| 年代： | 1990年代新加坡 \| 2000年代新加坡 \| 2010年代新加坡 \| 2020年代新加坡 \| 2030年代新加坡 \| 2040年代新加坡 \| 2050年代新加坡                   |
| 年份： | 2016年新加坡 \| 2017年新加坡 \| 2018年新加坡 \| 2019年新加坡 \| 2020年新加坡 \| 2021年新加坡 \| 2022年新加坡 \| 2023年新加坡 \| 2024年新加坡 |
| 紀年： | 庚子年（鼠年）、新加坡开埠201周年、新加坡独立55周年                                                                                          |

下表整理了2020年新加坡發生的事件，包括政府主要官员、各月大事记和当年出生及逝世的人物。

## 領導人
- 總統: 哈莉玛
- 總理: 李顯龍

## 事件
以下所有和2019冠狀病毒病疫情相关的事件都以“CP”进行标注。

### 2月
- 2月10日：美國貿易代表署公佈，縮減「開發中國家」和「低度開發國家」的內部名單，包括新加坡、中國、印度、韓國等25個經濟體被排除在外[1]。

### 4月
- 4月21日：CP - 總理李顯龍傍晚五點宣佈，为防止2019冠狀病毒病疫情持续散播所推行的准封城「阻斷措施」將延長一個月，直到6月1日[2]。

### 7月
- 7月10日：2020年新加坡大選：新加坡举行自独立后的第18次大选，以李显龙为代表的人民行動黨以61.24%的得票率取得选举的胜利。

### 9月
- 9月1日：新加坡交易所（SGX）發布正在與英商CryptoCompare合作，推出首批加密貨幣指數——iEdge 比特幣指數和 iEdge 以太坊指數[3]。
- 9月10日：最新的蘋果專賣店在新加坡著名的濱海灣金沙酒店旁的水面上正式開幕，其建筑设计的独特之处是它如同水燈一樣的玻璃圓頂[4]。

### 11月
- 11月12日：PlayStation 5在19日正式于全球上市前优先在新加坡、北美、紐澳和日韓推出。

### 12月
- 12月14日：CP - 新加坡衛生科學局（英语：Health Sciences Authority）（HSA）批准臨時授權使用由輝瑞及BioNTech共同研發的疫苗，适用於16歲以上民眾，為首個批准輝瑞疫苗的亞洲國家[5]。

## 死亡
- 1月1日：黄维彬（1948年生） - 新加坡共和国武装部队第二任三军总长，中将军衔。[6]
- 1月9日：
  - 邢增华（1960年生） - 出生于新加坡，文字与视觉艺术创意人、华语歌词作家，为90年代新加坡《波希米亚》杂志的主要开创者之一。[7]
  - 楊邦孝（1926年生） - 新加坡法律改革主導人，曾任新加坡第二任首席大法官。[8]
- 4月27日：安娜贝尔·彭尼华德（1948年生） - 运动员、律师。[9]